# Mlhy Avalonu
Mlhy Avalonu napsala Marion Zimmer Bradleyová v roce 1979, jedná se o převyprávění artušovské legendy z pohledu ženských postav.

## Shrnutí obsahu
Hlavní postavou knihy je Morgaine (častěji nazývaná Morgan Le Fay), kterou Bradleyová líčí jako ženu zoufale se snažící zachovat matriarchální keltskou kulturu. Ta je na Britských ostrovech čím dál více vytlačována patriarchálním křesťanstvím, které nahrazuje druidskou tradici. Kniha popisuje také životy dalších ženských hrdinek artušovské legendy, především Guinevery (u Bradleyové má keltské jméno Gwenhwyfar), Jezerní paní Viviane a královny na Orknejích Morgause. Kniha nás seznamuje i s dalšími ženskými postavami, které se v jiných zpracováních artušovské legendy objevují jen sporadicky. Na rozdíl od většiny ostatních zpracování artušovské legendy není Morgaine v Mlhách Avalonu zobrazena jako zlá čarodějnice, ale jako citlivá a trpící žena. Činy krále Artuše a dobrodružství rytířů Kulatého stolu slouží hlavně k dokreslení životů ženských hrdinek.

## Části
- Kniha první: Paní kouzel
- Kniha druhá: Velekrálovna
- Kniha třetí: Král jelen
- Kniha čtvrtá: Vězeň v dubu.

Hned po svém vydání v roce 1983 se Mlhy Avalonu staly bestsellerem. V roce 2001 vznikla podle tohoto románu televizní minisérie.

## Příběh
Mlhy Avalonu popisují životy několika generací postav spjatých s artušovskou legendou. Příběh začíná, když se Igraine, sestra Jezerní paní Viviane a manželka vévody z Cornwallu Gorloise, zamiluje do velekrále Uthera Pendragona a porodí Artuše. Viviane spolu s Taliesinem, britským Merlinem, jí syna odeberou a dají ho na výchovu k Ectoriovi, zatímco její dcera Morgaine putuje do Avalonu, kde se z ní má stát kněžka Bohyně. Po Utherově smrti nastupuje na trůn jeho syn Artuš a od Viviane a Morgaine dostane magický meč Excalibur. Vivane mu chce získat podporu původních obyvatel tím, že ho donutí podstoupit obřad symbolického sňatku s Bohyní, kterou zastupuje Morgaine, aniž by věděla, že král je její vlastní bratr. Z tohoto spojení vzejde nemanželský syn Mordred. S podporou křesťanského obyvatelstva i Avalonu a kmenů stále praktikujících staré náboženství se mu daří odrážet invazi Sasů. Ožení se s krásnou Gwenhwyfar, která je ale zamilovaná do Artušova prvního rytíře a nejlepšího přítele Lancelota. Když se jí stále nedaří porodit Artušovi syna a následníka trůnu, je přesvědčená, že je to Boží trest nejen za její hříšnou lásku, ale i za pohanské zvyklosti, které se na Artušově dvoře stále praktikují. Stává se proto stále fanatičtější křesťankou a přesvědčuje Artuše, aby pohanské tradice plně nahradil křesťanskými. To vede k nepřátelství mezi Kamelotem a Avalonem (stejně jako mezi Gwenhwyfar a Morgaine, které navíc obě milují Lancelota). Zatímco se rytíři Kulatého stolu vydávají hledat Svatý Grál, Mordred se pokusí uchvátit trůn, protože se snaží zachovat slábnoucí moc Avalonu za každou cenu. V konečné bitvě stojí proti sobě otec a syn – navzájem se zabijí a Morgaine odváží tělo svého bratra do Avalonu, který se čím dál více vzdaluje do mlh a na jeho místě stojí křesťanský kostel.

## Postavy
- Morgaine je vypravěčka a zároveň hlavní hrdinka románu. Byla vychována v Avalonu a dokáže proto zvednou mlhy, které jej halí, má také dar Vidění a další magické schopnosti. Je zobrazena jako tragická postava s velmi propracovanou psychologií, zmítaná různými protichůdnými pocity jako je oddanost Avalonu, láska a zloba, které cítí k Viviane kvůli jejím intrikám nebo nenaplněná láska k Lancelotovi. Často si myslí, že je jen obětí osudu a nerozhoduje se z vlastní vůle. Nedokáže zabránit vzestupu křesťanství a úpadku starých tradic. Neodsuzuje ale křesťanství samotné, jen úzkoprsé a fanatické křesťanské kněze, kteří považují svůj pohled na svět za jediný správný a všechny ostatní bohy považují za zlé démony.
- Viviane je nejvyšší kněžkou v Avalonu a za každou cenu se snaží zachovat uctívání Bohyně na Britských ostrovech. Neváhá proto obětovat všechno a manipulovat i svými nejbližšími. Právě proto vznikne nedorozumění mezi ní a její neteří Morgaine.
- Morgause je sestra Vivane a Igraine, provdaná za krále Lota na Orknejích. Je velmi ambiciózní, ješitná a pokrytecká, na rozdíl od svých sester je hlavní motivací jejího jednání její vlastní prospěch. Morgaine a jejího syna Mordreda chce využít k tomu, aby získala větší moc.
- Gwenhwyfar je krásná, ale nešťastná manželka krále Artuše. Otec ani macecha jí nedávali najevo příliš lásky, což bylo příčinou jejího komplexu méněcennosti a agorafobie. Neschopnost poskytnout Artušovi potomka a nešťastná láska ji přivedou do hluboké deprese, proto doufá, že najde spásu ve víře, a stává se čím dál fanatičtější křesťankou. Její vliv na Aruše urychlí v Británii nástup křesťanství.
- Král Artuš je synem Igraine a Uthera. Jako velekrál Británie je velmi schopný a snaží se vládnout co nejlépe. Má ale příliš dobré srdce, což nakonec způsobí jeho pád. Má velmi rád svou ženu, a kvůli ní přijímá křesťanské zvyklosti, což představitelé Avalonu chápou jako zradu. Autorka naznačuje, že jeho největší láskou je jeho sestra Morgaine.
- Lancelet je Artušův první rytíř, Vivianin syn a Morgainin bratranec. Je velmi obratný v boji a ženy ho milují pro jeho šarm a krásu. Své matky Viviane se celý život bojí. Má velmi rád Artuše, a tím víc ho trápí cit k jeho ženě Gwenhwyfar.
- Mordred, pravým jménem Gwydion, je nemanželský syn Artuše a Morgaine. Je velmi inteligentní a jedná bezohledně a vychytrale, ale jeho motivy jsou pochopitelnější než v jiných verzích artušovské legendy. Myslí si, že jeho otec je nezodpovědný zhýralec a že zachrání Kamelot i celou Británii, když ho svrhne. Jeho chování také velmi ovlivnil fakt, že vyrůstal u vypočítavé a ctižádostivé Morgause.
- Taliesin (britský Merlin) je starý druid z Avalonu. Pohané i křesťané ho respektují jako moudrého a dobrosrdečného muže.
- Kevin se po Taliesinově smrti stane britským Merlinem. Je ošklivě zmrzačený, protože jako dítě málem uhořel při požáru, má ale úžasné nadání pro hru na harfu a zpěv. Stane se milencem Morgaine, potom se však jejich vztah změní v nepřátelství. Kevin totiž předvídá zánik pohanské víry, a proto přinese na Kamelot Svatý Grál ve snaze sjednotit Avalon a křesťanství. Morgaine to chápe jako zradu a rozhodne se ho zničit. Donutí proto Nimue, kněžku z Avalonu, aby ho svedla a následně ho vydala na pospas hroznému mučení, jaké si zaslouží smrtelná zrada. Ještě než mučení začne, se ale Morgaine rozmyslí a bez milosti ho popraví, v tu chvíli sežehne Svatý dub v Avalonu plamen. Morgaine pochopí, že dny vlády Avalonu jsou sečteny.
- Nimue je krásná dcera Lancelota a Elaine. Morgaine ji odveze do Avalonu, protože ji chce použít jako zbraň proti Kamelotu. Nimue proto svede Kevina, ale předtím se do něho zamiluje. Poté, co ho zradí, neunese svoje výčitky a spáchá sebevraždu.
- Igraine je manželka Gorloise, vévody z Cornwallu, později se provdá za Uthera. Vyrostla v Avalonu a v 15 letech byla provdána za Gorloise, což pro ni byl velmi traumatizující zážitek. Taliesin a Viviane určí, že právě ona svede Uthera a porodí syna, který bude spásou Británie. Zpočátku se proti tomuto údělu bouří, ale nakonec se do Uthera zamiluje. Pocit viny vůči Gorloisovi ji ale trápí do konce života a přivede ji až do křesťanského kláštera.
- Uther Pendragon je synovec Ambrosia, velekrále Británie, a zároveň schopný válečník. Jeho zkušenosti v boji proti Sasům jsou jedním z hlavních důvodů jeho zvolení za Ambrosiova nástupce. Poté, co se zamiluje do Igraine, mu její manžel Gorlois odmítne poslušnost. Uther Gorloise v následné bitvě zabije a ožení se s Igraine, která jeho lásku opětuje. Se svým jediným synem Artušem se Uther nesetká od té doby, co je Artuš poslán na výchovu k rytíři Ectoriovi.
- Gorlois, vévoda z Cornwallu, je první manžel Igraine a otec Morgaine. Vztah mezi ním a jeho ženou je problematický, protože Igraine byla příliš mladá, když si ho brala, a také kvůli jeho přísně křesťanskému přesvědčení, které mu nedovoluje jednat s manželkou jako se sobě rovnou. Přesto se ale snaží být k Igraine milý; ta si ale uvědomí, že ji opravdu miloval, až když je příliš pozdě.

## Význam díla a literární kritika
Mlhy Avalonu jsou považovány za jedno z nejoriginálnějších a nejcitlivějších převyprávění artušovské legendy. Bradleyové se dostalo uznání především za přesvědčivé vykreslení hlavních postav, citlivé zobrazení pohanských tradic Avalonu a za to, že v jejím příběhu není pevná hranice mezi dobrem a zlem a pravda není jen na jedné straně. Isaac Asimov například označil tuto knihu za „nejlepší převyprávění artušovské ságy, které kdy četl“ a v roce 1984 dostaly Mlhy Avalonu cenu Locus Award za nejlepší fantasy román. Dlouho se také držely na prvních příčkách amerických žebříčků prodejnosti knih.
Tento román je ale také často kritizován jako feministická propaganda, protože ženy jsou zde zobrazeny jako silné a odhodlané postavy, na rozdíl od slabých a často bezradných mužů; mnoho křesťanů Mlhy Avalonu považuje za útok na svou víru.